# Rørbæk (Flødstrup Sogn)
 For alternative betydninger, se Rørbæk. (Se også artikler, som begynder med Rørbæk)
Rørbæk er en gammel hovedgård, som nævnes første gang i 1438. Gården ligger i Flødstrup Sogn, Vindinge Herred, Nyborg Kommune. Hovedbygningen er opført i 1875.
Rørbæk Gods er på 181,4 hektar med Enghavegård
Rørbæk er en gammel hovedgård, som nævnes første gang i 1438. Gården ligger i Flødstrup Sogn, Vindinge Herred, Ullerslev Kommune. Hovedbygningen er opført i 1925.
Rørbæk Gods er på 181,4 hektar med Enghavegård
Hovedgården Rørbæk omtales første gang i 1438 i formen Rørbeck. Forleddet er plantenavnet rør, formentlig om rør brugt til tagtækning eller vægbeklædning. Efterleddet er bæk. Den middelalderlige hovedgård Rørbæk var oprindelig en landsbyhovedgård i landsbyen Rørbæk. I begyndelsen af 1600-tallet blev hovedgården Rørbæk udvidet med de resterende seks gårde og landsbyen blev dermed endeligt nedlagt.
Rørbæk var en mindre hovedgård med driftsmæssig blandingsøkonomi; jorden var af udmærket bonitet, og der var rimelige græs- og engresurser.
I perioden 1759-1823 blev Rørbæk drevet sammen med den nærliggende lille hovedgård Risinge. Det meste fæstegods blev solgt fra tidligt – mellem 1770 og 1842. I 1924 solgtes gården til udstykningsforeningen, som udstykkede 22 selvstændige husmandsbrug. Herefter blev Rørbæk drevet som proprietærgård
Den nuværende hovedbygning er opført i grundmur 1870’erne, men ombygget i 1925, og atter i 2005-2006. Forgængeren var en bindingsværksbygning, hvis ældste dele var fra omkring år 1600, blev nedrevet i midten af 1920'erne. 

## Ejere af Rørbæk
- (1438-1472) Jens Qvitzow
- (1472-1500) Henning Jensen Qvitzow
- (1500-1536) Didrik Henningsen Qvitzow
- (1536-1564) Henning Henningsen Qvitzow
- (1564-1587) Christian Henningsen Qvitzow
- (1587-1615) Margrethe Justsdatter Høg gift Qvitzow
- (1615-1650) Gregers Høg
- (1650-1663) Lisbet Markorsdatter Rodsteen gift Høg
- (1663-1691) Jens Gregersen Høg
- (1691-1713) Hans Mortensen Møller
- (1713-1728) Margrethe Eilers gift Møller
- (1728) Jens Hansen Møller
- (1728-1731) Otto Jacobsen Engelsted / Claus Vedel
- (1731-1750) Otto Jacobsen Engelsted
- (1750-1762) Maltha Ulrich Ottosen Engelsted
- (1762-1786) Elisabeth Birgitte Lund gift Engelsted
- (1786-1820) Otto Jacob Malthasen Engelsted
- (1820-1826) Marianne Cathrine Wederkinch gift Engelsted
- (1826-1864) Maltha Ulrich Ottosen Engelsted
- (1864-1894) Rudolph Henry Maltha Wright-Engelsted
- (1894-1913) Enke Fru Wright-Engelsted
- (1913-1924) Frederikke Caroline Rudolphine Wright-Engelsted
- (1924) Udstykningsforningen for Sjælland og Fyn Stifter
- (1924-1940) Niels Mølgaard
- (1940-1949) E. A. Knudsen
- (1949-1962) Tinka Knudsen
- (1962-1985) Ejvind Knudsen
- (1985-?) Morten Laursen
- (?-2006) Niels Rasmussen
- (2006-) Peter Jann Nielsen

55°24′17″N 10°40′13″Ø / 55.40472°N 10.67028°Ø